# 合江省 (中華民國)
合江省，簡稱合，為中華民國在東北地區東部的一個省，是国民政府所设東九省之一，名义上的省会为佳木斯市，省政府实际上设于沈阳市。
因国共内战，大部分地区从未被国民党政权统治，而属于中共解放区。1948年解放軍入瀋後，省政府机构自然溃散。

## 名稱由來
由於烏蘇里江與松花江皆在此與黑龍江會合，故命名為合江，两江汇合簡稱合江。

## 地理
全省位於今黑龙江省東北部的鐵力以東、穆棱及依蘭以北地區，面積為13萬5406.27平方公里。地形以三江平原為主體，地勢低平。東部主要是溼地，人口聚集在西部。撫遠縣的最東端烏蘇里江與黑龍江會合處是中國國土的極東點。東、北鄰蘇俄，西界黑龍江省、嫩江省，南接松江省。

## 管轄範圍
轄境包括九一八事變前吉林省的東北部，黑龍江省東南部的綏濱、蘿北、湯原等地，相當於今黑龍江省東北部的铁力市以東、穆棱市及依兰县以北地區，全省面積為129,144平方公里。東、北鄰苏联，西界黑龍江省、嫩江省，南接松江省。

## 人口
人口民國三十六年（1947年）上半年統計資料為193萬6,000人，同年下半年統計資料為184萬1,100人。

## 歷史沿革
來源於老吉林省。满洲国时期称作三江省。民國三十四年（1945年）抗戰勝利後，國民政府分東北為九省二市（大連、哈爾濱，後來才加上瀋陽），並派任首長與省府委員。不過由於蘇聯紅軍佔領東北，阻撓國府接收，反而是來自關內的共產黨接收了该省。1945年10月25日，中共中央东北局派孙靖宇、戴鸿宾率队赶赴，11月5日队伍进驻佳木斯市，成立了三江人民自治军和三江地区行政专员公署，孙靖宇任司令员兼专员，戴鸿宾任副司令兼副专员。11月17日，东北局派李延禄、李范五等二十余人到达佳木斯市。11月17日，中共合江省工作委员会在佳木斯市宣告成立。李范五为书记（兼三江人民自治军政委），李范五、李延禄、刘英勇、彭施鲁、孙靖宇为委员。11月21日，撤销三江地区行政专员公署，成立合江省政府，李延禄任主席，李范五任副主席。11月23日，佳木斯市政府成立，董仙桥为市长。12月18日，三江人民自治军改为合江人民自治军，成立了合江军区，方强任军区司令员。1946年2月21日至25日，合江省第一届人民代表大会在佳木斯市召开，选举产生了合江省政府行政委员会，李延禄、李范五、方强等十九人为委员。李延禄为行政委员会主任委员兼省政府主席，李范五为行政委员会副主任委员兼省政府副主席。
中華民國合江省政府一度至哈爾濱待命前往；鑒於松、哈岌岌不保，共軍多集結合江省會佳木斯一帶，且為其後方重地，焉容政府人員進入，形式接收，亦非所允。中途知難而返，得保安全。民國三十五年（1946年）4月，蘇聯紅軍撤出哈爾濱，共黨各省、市政府也隨同蘇軍撤出哈爾濱。合江省主席吳瀚濤率領部分省府人員赴瀋陽建立合江省政府辦事處。
1946年6月，东北局与东北民主联军预判哈尔滨很可能会被國民革命軍乘胜攻占，因此东北局与大批机关疏散到佳木斯，如：东北行政委员会留守处、东北大学、东北军政大学、东北日报社、东北新华广播电台、东北书店、鲁艺文工团、东北电影制片厂等。中共中央政治局委员张闻天（化名张平之）和夫人刘英来到佳木斯市。6月20日，中共合江省工委改为中共合江省委，张闻天任省委书记兼合江军区政委，李范五任省委副书记。刘英任省委组织部长。
民國三十六年（1947年）6月5日，國民政府頒布東北新省區方案，公布東北九省的行政區域，以原滿州國滿東安全省及三江省大部分區域置「合江省」。但自始自終中華民國政府從未直接統治該地區，各項統計資料多為「滿洲國」紀錄或推估，而立法委員與國大代表為在中國南方的合江省人民選出。
1948年6月，省委副书记张启龙接任省委书记兼合江军区政委。
民國三十七年(1948年)年底遼瀋會戰後，大部分地區為中共所控。11月2日解放軍攻陷瀋陽，中華民國合江省政府機構徹底瓦解。
东北行政委员会于1949年4月21日发布的命令，合江省与松江省于5月11日合并，成立新的松江省。

## 行政區劃

### 省會
民國三十六年（1947年）6月，國民政府公布東北九省的行政區域，合江省省會為佳木斯市（今黑龍江省佳木斯市）。

### 縣、市、設治局
民國三十六年（1947年）6月，國民政府公布東北九省的行政區域，全省轄有1市、17縣，由於省境較小，不設行政督察區。由於本省因抗戰結束後，全境己被中共東北民主聯軍控制，故國民政府公佈的行政區劃並未得到執行。新設的佳木斯市，在滿洲國時期已經存在，沿革過程，詳見三江省。
| 合江省           | 合江省 | 合江省            | 合江省                                 | 合江省 |
| 所屬督察區及盟部 | 代碼   | 縣市局            | 駐地(2023年4月)                        | 沿革 |
| ---------------- | ------ | ----------------- | -------------------------------------- | --- |
| 省直轄地區       | 30001  | 佳木斯市 Kiamusze | 今黑龍江省佳木斯市城區                 | 合江省會。滿洲國時期析樺川縣城區置市，屬三江省。抗戰結束後保留，民國36年（1947年）6月核准設置。                                |
| 省直轄地區       | 30002  | 樺川縣            | 悅來鎮（今黑龍江省樺川縣駐地悅來鎮）   | 滿洲國時期屬三江省。 |
| 省直轄地區       | 30003  | 依蘭縣 Ilan       | 三姓城（今黑龍江省依蘭縣駐地依蘭鎮）   | 滿洲國時期屬三江省。 |
| 省直轄地區       | 30004  | 勃利縣 Bohori     | 四站地方（今黑龍江省勃利縣駐地勃利鎮） | 滿洲國時期屬東滿省。 |
| 省直轄地區       | 30005  | 密山縣            | 知一（今黑龍江省密山市東知一鎮）       | 滿洲國時期分別屬東安市及密山縣，屬東滿省。抗戰結束後保留，民國36年（1947年）6月核准廢市留縣。                                  |
| 省直轄地區       | 30006  | 虎林縣            | 呢嗎口（今黑龍江省虎林市東北虎頭鎮）   | 滿洲國時期屬東滿省。 |
| 省直轄地區       | 30007  | 寶清縣            | 寶清河（今黑龍江省寶清縣駐地寶清鎮）   | 滿洲國時期屬東滿省。 |
| 省直轄地區       | 30008  | 饒河縣            | 小佳河（今黑龍江省饒河縣西北饒河鎮）   | 滿洲國時期屬東滿省。 |
| 省直轄地區       | 30009  | 撫遠縣            | 綏遠（今黑龍江省撫遠市駐地撫遠鎮）     | 滿洲國時期屬三江省。 |
| 省直轄地區       | 30010  | 同江縣            | 拉哈蘇蘇（今黑龍江省同江市駐地同江鎮） | 滿洲國時期屬三江省。 |
| 省直轄地區       | 30011  | 富錦縣            | 富克錦（今黑龍江省富錦市駐地富錦鎮）   | 滿洲國時期屬三江省。 |
| 省直轄地區       | 30012  | 綏濱縣            | 敖來密屯（今黑龍江省綏濱縣駐地綏濱鎮） | 滿洲國時期屬三江省。 |
| 省直轄地區       | 30013  | 蘿北縣            | 興東（今黑龍江省蘿北縣北太平溝鄉）     | 滿洲國時期屬三江省。 |
| 省直轄地區       | 30014  | 湯原縣            | 湯旺河（今黑龍江省湯原縣駐地湯原鎮）   | 滿洲國時期屬三江省。 |
| 省直轄地區       | 30015  | 通河縣            | 岔林河口（今黑龍江省通河縣駐地通河鎮） | 滿洲國時期屬三江省。 |
| 省直轄地區       | 30016  | 鳳山縣            | 鳳山屯（今黑龍江省通河縣西北鳳山鎮）   | 舊稱鳳山設治局，滿洲國時期裁撤併入通河縣。抗戰結束後恢復原設治局，民國36年（1947年）6月核准實施縣制。                          |
| 省直轄地區       | 30017  | 鶴立縣            | 鶴立崗（今黑龍江省湯原縣東北鶴立鎮）   | 滿洲國康德六年（1939年）6月1日析湯原、蘿北2縣置，屬三江省。抗戰結束後保留，民國36年（1947年）6月核准設置，以縣駐地鶴立崗得名。 |
| 省直轄地區       | 30018  | 林口縣            | 林口鎮（今黑龍江省林口縣東北林口鎮）   | 滿洲國時期析勃利、密山、穆棱3縣置，屬東滿省。抗戰結束後保留，民國36年（1947年）6月核准設置。                                   |

## 行政區劃年表
| 合江省行政區劃年表                                                        |          |    |    |    |      | |
| 說明：「?」表示不能確定其發生年份或月份，故放於最有可能的一年內，詳見注釋 |          |    |    |    |      | |
| 西元                                                                      | 民國紀元 | 縣 | 市 | 局 | 其他 | 行政區劃變更 |
| 1947年                                                                    | 民國36年 | 17 | 1  |    |      | - 吉林省樺川縣來隸（6月） - 析樺川縣置佳木斯市（6月） - 吉林省依蘭縣來隸（6月） - 吉林省勃利縣來隸（6月） - 吉林省密山縣來隸（6月） - 吉林省虎林縣來隸（6月） - 吉林省寶清縣來隸（6月） - 吉林省饒河縣來隸（6月） - 吉林省撫遠縣來隸（6月） - 吉林省同江縣來隸（6月） - 吉林省富錦縣來隸（6月） - 黑龍江省綏濱縣來隸（6月） - 黑龍江省蘿北縣來隸（6月） - 黑龍江省湯原縣來隸（6月） - 黑龍江省通河縣來隸（6月） - 黑龍江省鳳山設治局來隸（6月） - 改鳳山設治局為鳳山縣（6月） - 析湯原縣置鶴立縣（6月） - 析穆棱、勃利二縣置林口縣（6月） |
| 1948年                                                                    | 民國37年 | 17 | 1  |    |      | |
| 1949年                                                                    | 民國38年 | 17 | 1  |    |      | |

## 政府
合江省政府主席
| 任次 | 姓名   | 肖像 | 籍貫                                 | 在任時間                    | 備註 |
| ---- | ------ | ---- | ------------------------------------ | --------------------------- | --- |
| 1    | 吳瀚濤 |      | 鎮守吉林等處地方將軍吉林副都統長春府 | 1945年9月4日－1948年11月2日 | 1945年9月就任。1948年辽沈战役國軍失利。同年11月，解放軍攻陷瀋陽市，合江省政府瓦解。1988年12月22日在臺北市逝世。 |

合江省政府主席委員
- 富伯平
- 何漢文
- 祝步唐
- 楊大乾
- 楊守珍
- 李德潤